# 卡姆揚卡 (別爾哥羅德-德涅斯特羅夫斯基區)
46°10′44″N 29°38′34″E / 46.17889°N 29.64278°E
卡姆揚卡（烏克蘭語：Кам'янка）是位於烏克蘭西南部的村莊，由敖德萨州裡比爾霍羅德-德涅斯特羅夫斯基區的薩拉塔市鎮負責管轄。該村始建於1895年，面積0.14平方公里，海拔高度28米，2001年人口71，人口密度每平方公里507.14人。